# Новотроицкое (Идринский район)
Новотроицкое — село в Идринском районе Красноярского края, административный центр Новотроицкого сельсовета.
Находится примерно в 30 км к северо-востоку от районного центра села Идринское.

## Климат
Климат резко континентальный с холодной зимой и жарким летом, суровый, с большими годовыми и суточными амплитудами температуры. Максимальная высота снежного покрова 46 см. Среднемесячная температура января −21,1 ºС, июля +18,4 ºС. Продолжительность безморозного периода составляет 100 дней. Средняя дата последнего заморозка — 29 мая, первого заморозка — 7 сентября. Вегетационный период (с температурами выше +5 ºС) длится 157 дней. Годовая сумма осадков составляет 387 мм, из них 81 % выпадает в тёплый период года.

## История
Село основано в конце XIX века. Известно с 1898 года.
В советское время работали колхозы «Красный таёжник», «Красный труженик» и «Таёжник».

## Население
| 2010 |
| ---- |
| 176  |

Постоянное население составляло 240 человек в 2002 году (96 % русские).

## Инфраструктура
В селе работают два частных предприятия, фельдшерско-акушерский пункт, дом культуры.